# Schwenke y Nilo
Schwenke & Nilo est un duo musical chilien créé à Valdivia en 1979 par Nelson Schwenke (Ancud, 1957 - Santiago, 2012) et Marcelo Nilo (Santiago, 1960).

## Histoire
Ils se sont connus à l'Université australe du Chili au milieu des années 1970, alors que Schwenke étudiait l'anthropologie et Nilo la pédagogie et l'enseignement musical. Les paroles des chansons sont principalement écrites par Schwenke, alors que Nilo se charge des arrangements musicaux. Ils mettent aussi en musique des textes du poète Clemente Riedemann de Valdivia.
Les paroles évoquent leur époque et le mécontentement dû au régime militaire d'Augusto Pinochet. Schwenke & Nilo est considéré comme un des principaux groupes du mouvement dit trova chilena et canto nuevo.
Nelson Schwenke est décédé le 22 juin 2012, après avoir été renversé par une voiture à Santiago du Chili alors qu'il traversait la rue. Depuis, l'activité du groupe se poursuit sous la direction de Nilo, et avec la participation d'autres artistes.

## Discographie

### Disques originaux
- Schwenke y Nilo (Alerce 1983)
- Schwenke & Nilo Volumen 2 (Alerce. 1986)
- Schwenke & Nilo Volumen 3 (Alerce. 1988)
- Schwenke & Nilo Volumen 4 (Alerce. 1990)
- Schwenke & Nilo Volumen 5 (Alerce. 1993)
- Schwenke & Nilo Volumen 6 (Alerce. 1997)
- 20 años. Crónicas de un viaje (Anthologie Alerce. 2000)
- Schwenke & Nilo 8 (Fondart. 2004)

### Participations
- Canto Nuevo. Vol. 3 (Alerce. 1981)
- Novedades de Chile (Edition étrangère. 1989)
- El sonido de los suburbios (Alerce. 1993)
- Antología del Canto Nuevo (Alerce. 1994)
- 20 años de música y cultura (Alerce. 1995)
- Canto Nuevo, antología volumen 2 (Alerce. 1995)
- Tributo a Víctor Jara (Alerce. 1998)
- Café del Cerro (Alerce. 2001)
- Allende: El sueño existe. DVD. (Alerce. 2005)
- Mil voces Gladys (Dicap. 2006)